# Акиба, Тадатоси
Тадатоси Акиба (яп. 秋葉 忠利 Тадатоси Акиба, род. 3 ноября 1942, Токио) — японский политик, математик, занимал пост мэра города Хиросима с 1999 по 2011 год.

## Биография
Тадатоси изучал математику в Токийском университете, получил степень бакалавра в 1966 году, магистра в 1968 году. Продолжил обучение под руководством Джона Милнора в Массачусетском технологическом институте, окончил со степенью доктора математики в 1970 году. Работал преподавателем в ряде университетов: Университет штата Нью-Йорк в Стоуни-Брук (1970), Университет Тафтса (1972—1986) и Университет Хиросима Шудо (1986—1997). Его исследования были посвящены топологии и гомотопическим группам.
Работая в Университете Тафтса, Акиба создал программу «Hibakusha Travel Grant», в рамках которой несколько американских печатных и вещательных журналистов ежегодно приезжали в Хиросиму в августе, чтобы написать рассказы о городе (и, как правило, об опыте тех, кто подвергся воздействию атомной бомбы в 1945 году).
Был избран в Палату представителей от Социал-демократической партии, и занимал этот пост с 1990 по 1999 год. Вступил в должность мэра Хиросимы в феврале 1999 года и был переизбран на этот пост в 2003 году и в апреле 2007 года.
На посту мэра он был заметным борцом за мир. Он активно участвует в организации «Мэры за мир», являясь президентом их Всемирной конференции. Кампания 2020 Vision, начатая в 2003 году и направленная на ликвидацию ядерного оружия, принесла организации «Мэры за мир» награду «World Citizenship Award» от Фонда мира ядерного века в 2004 году, награду «Sean McBride» от Международного бюро мира в 2006 году и награду «Безъядерное будущее» от Фонда Франца-Молла в 2007 году. Он также является сторонником отмены ядерного оружия и ярым критиком Джорджа Буша-младшего. С мая 2007 года также является советником Всемирного совета будущего.
В 2007 году он получил премию «Безъядерное будущее» в категории решений.
В 2008 году он был включен в длинный список кандидатов на премию «Мэр мира», но не получил ее, так как награда досталась мэру Кейптауна в Южно-Африканской Республике Хелен Зилле.
21 января 2010 года присутствовал на 78-й зимней встрече Конференции мэров США в качестве специально приглашенного докладчика и в этом качестве посетил прием в Белом доме и встретился с президентом США Бараком Обамой. На сегодняшний день он является единственным действующим мэром Хиросимы, который официально встречался с действующим президентом США.
В августе 2010 года он получил премию Рамона Магсайсая за выступления в поддержку ядерного разоружения, а в апреле 2013 года был награжден медалью мира имени Отто Хана от United Nations Association of Germany (DGVN) и управляющего мэра Берлина.
Акиба входит в Совет советников Института глобальной безопасности.
В новогоднем обращении 4 января 2011 года Акиба объявил, что не будет переизбрираться на выборах, назначенных на 10 апреля 2011 года. Причины не назывались. В начале апреля стало известно, что Университет Хиросимы назначил Акибу почётным профессором с момента его ухода с поста мэра. 10 апреля новым мэром был избран Кадзуми Мацуи. 3 августа 2012 года был назначен председателем Middle Powers Initiative (MPI), международной сети неправительственных организаций, работающих за ядерное разоружение.